# Parentintins

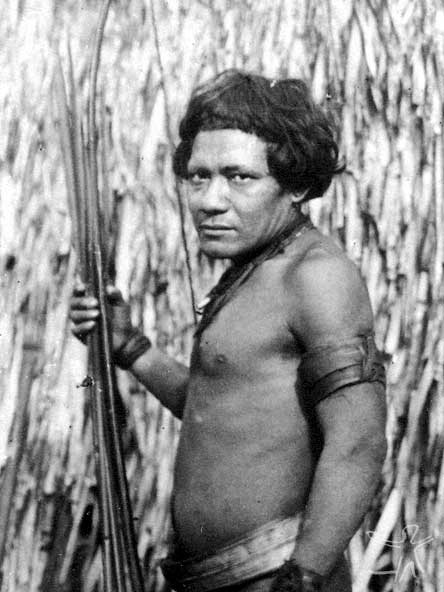
g
Guerrier Parintintin.

Les Parentintins sont des indigènes de la forêt amazonienne.
Ils se concentrent le long du Río Madeira. Au nombre de 250, ils pratiquent l'exogamie, ce qui oblige les membres de la tribu à se marier avec des gens à l'extérieur de la tribu. Ils maintiennent un territoire de 400 km², ils utilisent un très grand arc pour la chasse.